# Alexandriai Szent Katalin ortodox templom
Az Alexandriai Szent Katalin ortodox templom (észtül: Võru Suurkannataja Ekaterina kirik) Võru belvárosában található, az Alexandriai Szent Katalin evangélikus templom közelében. Võrumaa megyeszékhely egyik temploma, mely az Ortodox keresztény egyházhoz tartozik. A templom Võruban a Leiptu utca 9. szám alatt található.

## Jellemzői
Az épület egyszerű, téglalap alaprajzú, melyet elölről egy vaskos harangtorony zár le. Főhajójának az oltár felőli vége előtt egy kupolatorony emelkedik ki az épület hajójából, amelynek lekerekített, félgömbszerű kupolájából, egy kisebb torony nyúlik az ég felé. A templom korai klasszicista stílusban épült, helyenként azonban barokk elemeket tartalmaz. A templom tornyában négy harang lakik, melyek közül két nagyharang, valamint kettő kis harang található. Mind oldalfalait, mind pedig főhomlokzatát félköríves ablakok díszítik. Templomtornyát párkány futja körül, felette szalagdíszes, kazettákkal körbevett félköríves ablak található. A templom főbejáratának homlokzatát timpanon díszíti, melynek központi ábrája a mindent látó szem.
A templom 1000 hívő befogadására alkalmas.

## Történelme
A templomot II. Katalin orosz cárnő uralkodásának idején, 1793-ban kezdték el építeni, a livóniai Matthias Schons tervei alapján. Az építkezést Johann Karl Otto vezette.
A templomot 1804 november 6-án szentelték fel Alexandriai Szent Katalin tiszteletére. 
Az épületet 1870-ben újíttatta fel az egyház. Az egyházközség tulajdonába tartozott ekkoriban a Võrui-kastély, a Kirumpääi-erődig, valamint több haszonállat, illetve mintegy 248 hektárnyi földterület. Az egyház formált jogot a Tamula-tó, illetve a Vagula-tó halfogásaira is.
A templombelsőt számos szobor, valamint ikonosztáz díszíti. 1922-ben nagy földterületek kerültek át az állam tulajdonába, így az egyház hatáskörében mindössze 72 hektár maradt. 1944-ben 14 hektárra csökkent az egyházközség földterületének mérete. 
A võrui temetőben 1933-ban egy kis temetőkápolna épült.
1999 szeptemberében az épületet felújító restaurátorok egy díszes tojás alakú dísztárgyban megtalálták Joann Jelenia 1854. június 17-én kelt levelét, valamint 22 réz érmét.

## Fordítás
Ez a szócikk részben vagy egészben  a   Võru Suurkannataja Ekaterina kirik című észt Wikipédia-szócikk ezen változatának fordításán alapul.  Az eredeti cikk szerkesztőit annak laptörténete sorolja fel. Ez a jelzés csupán a megfogalmazás eredetét és a szerzői jogokat jelzi, nem szolgál a cikkben szereplő információk forrásmegjelöléseként.